# Schleicher Ka 1
Die Ka 1 war das erste Segelflugzeug des Flugzeugbauers Rudolf Kaiser. Er konstruierte es von 1950 bis 1952 während seiner Studienzeit an der Staatsbauschule in Coburg und baute das erste Exemplar in der eigenen Wohnung selbst. Der Erstflug fand Ostern 1952 auf der Wasserkuppe statt.
Die Ka 1 wurde, ebenso wie Kaisers spätere Kleinsegler Ka 3 und Ka 9, nicht bei Schleicher, sondern von verschiedenen Herstellern und privat von Amateuren gebaut, zum Beispiel der Prototyp der Ka 3 von der Segelfliegergruppe Königstein im Taunus (die Ka 3 war eine Ka 1 mit Stahlrohr-Rumpf). 1955 flog Leo Allkämper mit dem Prototyp der Ka 3 vom Flugplatz Egelsbach bei Frankfurt am Main die für diesen Flugzeugtyp aufsehenerregende Strecke von 250 km nach Neuburg an der Donau.

## Konstruktion

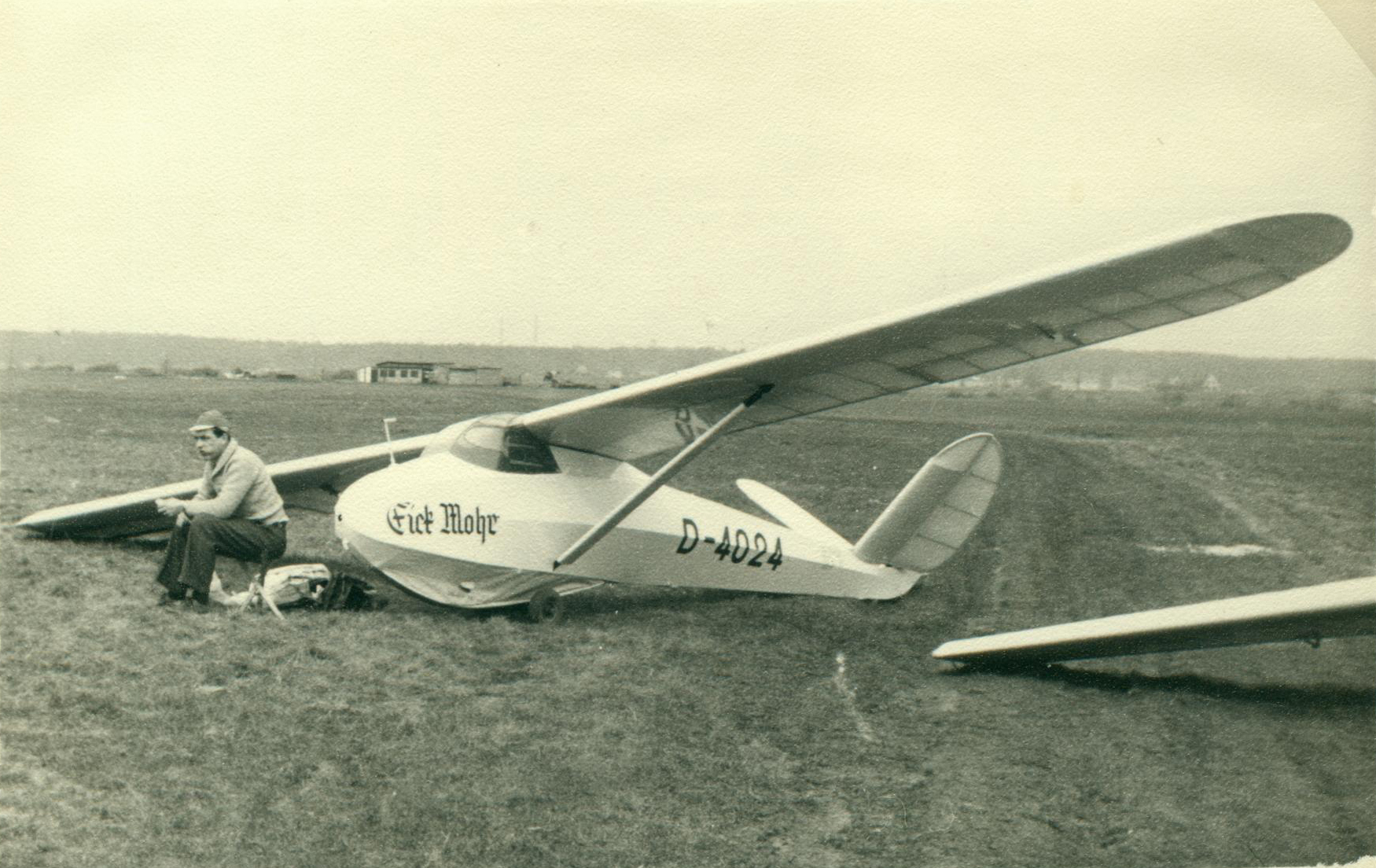
Ka 3

Die Ka 1 besaß ein V-Leitwerk, das durch die kleinere Oberfläche gegenüber einem konventionellen Leitwerk für einen geringeren aerodynamischen Widerstand sorgen soll, im Segelflugzeugbau aber eher selten zu finden ist. Das Flugzeug war als abgestrebter Hochdecker ausgelegt und besaß einen in Sperrholzschalenbauweise konstruierten Rumpf mit Landekufe und Abwurffahrwerk. Auffällig ist die geringe Spannweite von nur 10 m und das mit 98 kg sehr niedrige Leergewicht. Insgesamt wurden nur zehn Exemplare gebaut, von denen noch zwei in Deutschland zugelassen sind.

## Varianten
- Ka 1, Ausgangsmodell mit V-Leitwerk in Holzbauweise, auch bekannt als "Rhönlaus"
- Ka 3, Stahlrohrrumpf und Flügel in Holzbauweise

## Technische Daten

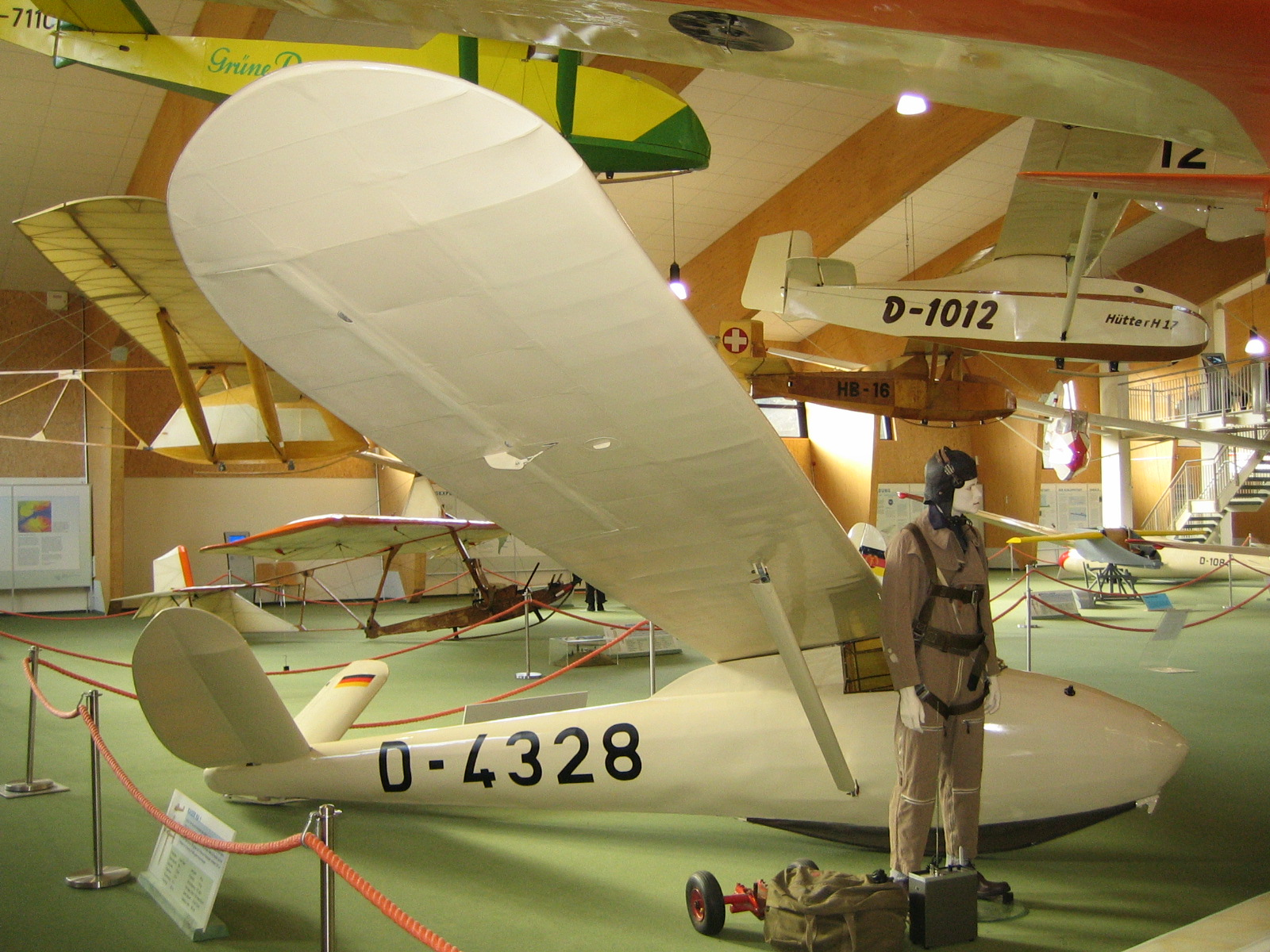
Ka 1 im Deutschen Segelflugmuseum mit Modellflug

| Kenngröße             | Daten                |
| --------------------- | -------------------- |
| Besatzung             | 1                    |
| Länge                 | 5,39 m               |
| Spannweite            | 10 m                 |
| Flügelfläche          | 9,9 m²               |
| Flügelstreckung       | 10,1                 |
| Gleitzahl             | 18 bei 75 km/h       |
| Geringstes Sinken     | 0,95 m/s bei 65 km/h |
| Leermasse             | 98 kg                |
| Startmasse            | 195 kg               |
| Höchstgeschwindigkeit | 160 km/h             |